# 49er

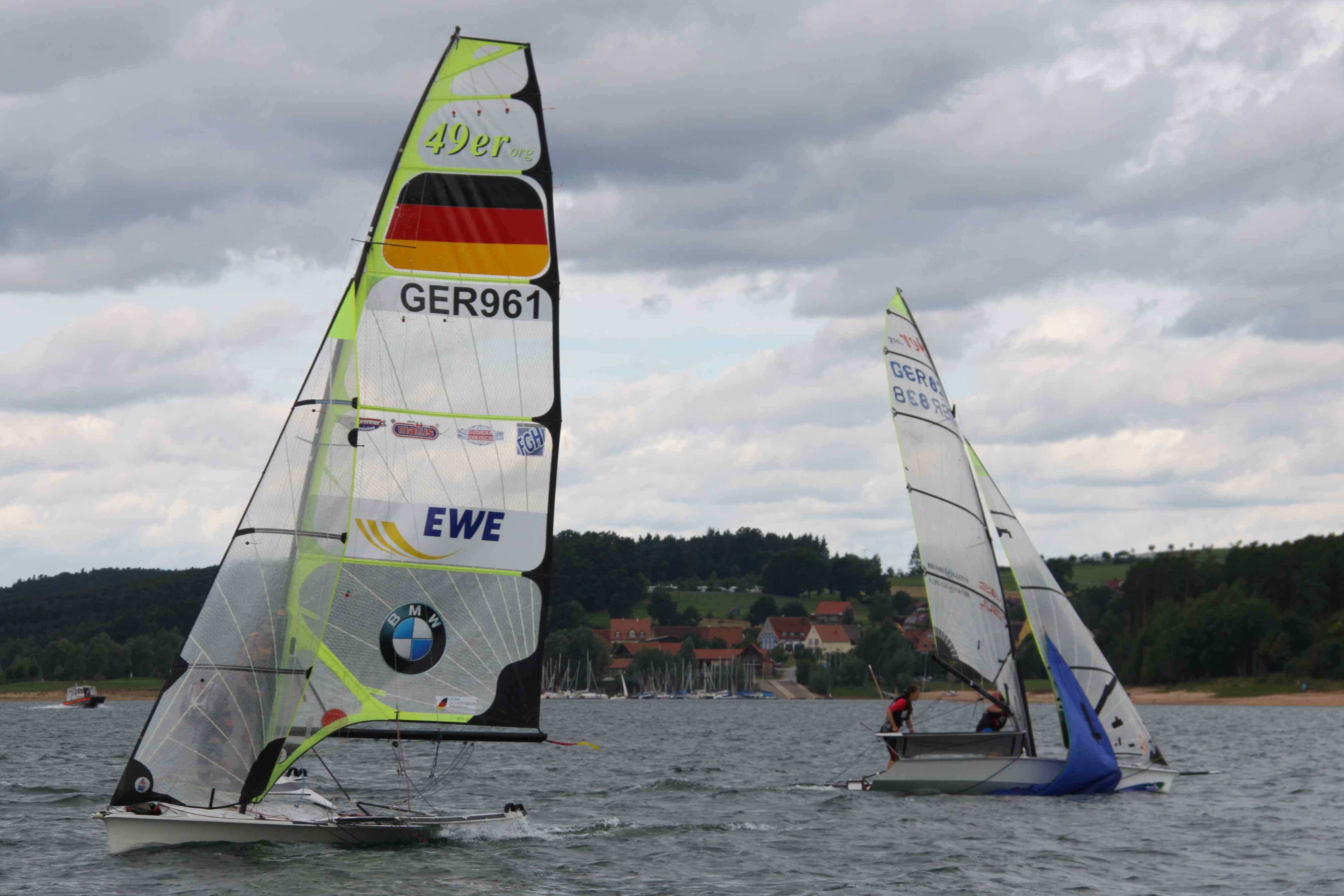
Jachty klasy 49er

49er – jacht typu skiff, będący klasą olimpijską od 2000 roku. Od 1997 klasa ta posiada własne mistrzostwa świata.

## Wstęp
Został zaprojektowany przez Juliana Bethwaite'a. Żeglowanie tym jachtem wymaga bardzo wysokich umiejętności technicznych ze względu na wąski kadłub, ogromną powierzchnię żagli, dwa trapezy i stałe wysięgniki służące do balastowania. 49er jest zbudowany z laminatu epoksydowo-szklano-węglowego.

## Parametry techniczne
- długość: 4,9 m
- szerokość: 2,9 m
- waga minimalna: 125 kg
- powierzchnia żagli
  - grot: 15,0 m²
  - fok: 6,0 m²
  - genaker: 38,0 m²

## Klasa 49er w Polsce
W Polsce żegluje zaledwie kilka 49erów. Najbardziej znani polscy zawodnicy:
- Łukasz Machowski i Tytus Butowski - Mistrzowie Świata Juniorów U21
- Łukasz Przybytek – sternik, w załodze z Pawłem Kołodzińskim. 13. miejsce Letnie Igrzyska Olimpijskie Londyn 2012, 8. miejsce Letnie Igrzyska Olimpijskie
- Paweł Kacprowski – sternik, do 2004 roku pływał razem z Pawłem Kuźmickim, 12. miejsce Letnie Igrzyska Olimpijskie 2000, 2. miejsce mistrzostwa Europy 1998.
- Marcin Czajkowski – sternik, pływa razem z Krzysztofem Kierkowskim,16. miejsce Letnie Igrzyska Olimpijskie 2008, 18. miejsce Letnie Igrzyska Olimpijskie 2004, 12. miejsce mistrzostwa świata 2003, 17. miejsce mistrzostwa Europy 2002.

## Wydarzenia

### Mistrzostwa Europy
| Rok  | Kraj   | Miejsce | Zwycięzca          | 2. miejsce                         | 3. miejsce                            | Startujących |
| ---- | ------ | ------- | ------------------ | ---------------------------------- | ------------------------------------- | ------------ |
| 2018 | Polska | Gdynia  | Diego Botín / Iago | Dominik Buksak / Szymon Wierzbicki | Dylan Fletcher-Scott / Stuart Bithell | 92           |

### Mistrzostwa Polski
| Rok  | Miejsce         | Zwycięzca                          | 2. miejsce                       | 3. miejsce                      | Startujących |
| ---- | --------------- | ---------------------------------- | -------------------------------- | ------------------------------- | ------------ |
| 2018 | Górki Zachodnie | Łukasz Przybytek Paweł Kołodziński | Dominik Buksak Szymon Wierzbicki | Mikołaj Staniul Jakub Sztorch   | 5            |
| 2019 |                 |                                    |                                  |                                 |              |
| 2020 |                 |                                    |                                  |                                 |              |
| 2021 |                 |                                    |                                  |                                 |              |
| 2022 | Gdynia          | Dominik Buksak Szymon Wierzbicki   | Łukasz Przybytek Jacek Piasecki  | Tytus Butowski Łukasz Machowski | 9            |

### Mistrzostwa Świata Juniorów
| Rok  | Kraj   | Miejsce      | Zwycięzca                      | 2. miejsce                 | 3. miejsce                | Startujących |
| ---- | ------ | ------------ | ------------------------------ | -------------------------- | ------------------------- | ------------ |
| 2022 | Włochy | Lago di Como | 9 Mikołaj Staniul Kuba Sztorch | 111 Jack Ferguson Max Paul | 151 Sam Morgan Pat Morgan | 68           |